# Nguyễn Bá Hải
Nguyễn Bá Hải (sinh năm 1983 tại Đông Sơn, Thanh Hóa) hiện là trưởng nhóm nghiên cứu trọng điểm về Robot sinh học - Trường Đại học Sư phạm Kỹ thuật Thành phố Hồ Chí Minh. Ông nổi tiếng với việc chế tạo kính thông minh "Mắt thần" (Haptic Eyes), một loại kính có thể rung lên khi người dùng sắp đụng phải vật chắn, với mục đích giúp người khiếm thị hội nhập cuộc sống dễ dàng hơn. Ông từ chối thương mại hóa sản phẩm này để có thể phân phối chúng tới người mù với giá gốc, không lấy lời. Ngoài ra, ông còn tổ chức những khóa học sáng tạo kỹ thuật với học phí tượng trưng 1 đô la Mỹ.

## Tiểu sử
Từ nhỏ sống trong gia đình thuần nông, Nguyễn Bá Hải được bạn bè và gia đình kể lại là người ham chơi hơn ham học, đến hết cấp 2 vẫn yêu mến văn học và từng đi thi học sinh giỏi môn giáo dục công dân. Từ nhỏ Nguyễn Bá Hải yêu thích trồng hoa và chạy theo những chiếc xe ô tô thời Nga thi thoảng chạy qua làng đến khu vực quân sự gần nhà. Nguyễn Bá Hải học ở lớp bình thường trong trường phổ thông trung học và chuyển sang học khối A (Toán - Lý - Hóa) khi đang học lớp 11. Gia đình chuẩn bị một nghề đi theo cha xây tường nhưng một cơ duyên thi đậu á khoa ngành Cơ khí động lực - Đại học Sư phạm Kỹ thuật Tp.HCM năm 2001 đã đưa Nguyễn Bá Hải đến với Tp.HCM. Cuộc sống sinh viên khó khăn với nhiều nghề làm thêm từ bán đồng hồ mắt kính dạo, bán sách cũ, thợ gò hàn,... vừa làm vừa bắt đầu tự học mọi thứ từ tiếng Anh đến vi tính, sau đó tốt nghiệp Thủ Khoa ngành Cơ khí động lực và nhận được học bổng chính phủ Hàn Quốc du học chương trình sau đại học. Hoàn thành và báo cáo tốt nghiệp Tiến sĩ khi mới 28 tuổi với 5 phát minh sáng chế có tính ứng dụng cao được doanh nghiệp Hàn Quốc hỗ trợ kinh phí cho các dự án nghiên cứu cùng với giáo sư của mình.
Về Việt Nam ngay khi tốt nghiệp Tiến sĩ với ước mơ cống hiến và thay đổi đất nước  mà ông cho rằng về nước theo tiếng gọi của con tim .
Là giảng viên Đại học Sư phạm Kỹ thuật Tp.HCM từ năm 2006, sau đó phụ trách phòng thí nghiệm Cơ điện tử ô tô từ 2010 đến 2012. Phó bộ môn Điện-điện tử ô tô, Phó giám đốc TT Bồi dưỡng giáo viên và đào tạo nhân lực cao 2012-2013. Giám đốc Trung tâm Dạy học số 2014-2015. Sáng lập nhóm nghiên cứu ứng dụng Hocdelam Group từ khi còn học tại Hàn Quốc (2006) sau này chuyển thành nhóm nghiên cứu trọng điểm về Robot sinh học thuộc ĐH Sư phạm Kỹ thuật Tp.HCM (2015).

## Kính "Mắt thần"
Là một dòng thiết bị đeo điện tử có nhiều phiên bản (như kính điện tử) dẫn đường cho người khiếm thị được phát minh bởi Nguyễn Bá Hải từ năm 2011. Ban đầu là một chiếc nón kỳ diệu , sau hơn 1 năm nghiên cứu với 8 phiên bản thì cho ra mắt "Mắt Thần 1" là một chiếc kính nhỏ gọn hơn  và năm tháng 9 năm 2012 thì cho ra mắt "Mắt Thần 2" với tính năng báo giờ, cho phép người khiếm thị (đã mù hoàn toàn hoặc chỉ phân biệt được sáng tối) cảm nhận được vật cản ở xa hay gần, cao hay thấp, to hay nhỏ trong phạm vi từ người đeo đến vật cản ở xa nhất là 1,3 mét. Mắt Thần 2 đã trao tặng và cung cấp đến gần 1000 người khiếm thị trong nước và một số quốc gia trên thế giới. "Mắt Thần" gây được ấn tượng lớn với Thủ tướng Nguyễn Tấn Dũng sau một cuộc đối thoại mang tính lịch sử giữa người đứng đầu chính phủ Việt Nam và Nguyễn Bá Hải tại cuộc gặp mặt nhà khoa học trẻ Việt Nam tại Hà Nội. Cuộc đối thoại này dẫn đến việc, chương trình "Mắt Thần" cho người khiếm thị được đặt hàng để trao tặng cho 300.000 người khiếm thị nghèo tại Việt Nam.

## Lớp học 1 đô la
Là chuỗi lớp học được sáng lập bởi Nguyễn Bá Hải nhằm truyền đam mê sáng tạo và nghiên cứu khoa học cho mọi người. Khóa học ban đầu được thực hiện từ năm 2010 tại ĐH Sư phạm Kỹ thuật Tp.HCM. Nguyễn Bá Hải đã dành tiền lương đi dạy học để mua và tự tạo nhiều thiết bị thực hành thí nghiệm cho người học. Từ 2012, khóa học 1 đô la được tăng cường lên thành 2 chuyên đề: 1-Nhận diện đam mê và khai sáng bản thân nhằm giúp người trẻ tìm được đam mê đích thực của mình (); 2-Nhập môn thực hành sáng tạo kỹ thuật (). Đến năm 2015 đã có khoảng 3000 người tham gia khóa học này ở nhiều tỉnh thành trong cả nước, đặc biệt khóa học đã được chuyển sang hình thức học trực tuyến để mọi người ở khắp nơi trong và ngoài nước có thể dễ dàng tham gia với học phí đặc biệt 1 đô la (tương đương 20 nghìn đồng). Lý do thu học phí tượng trưng này được Nguyễn Bá Hải trả lời "để tránh đăng ký ảo và người học đạt được chất lượng cao khi tham gia học".

## Máy pha cà phê JAVI COFFEE MAKER
Từng nêu câu chuyện cà phê Việt Nam: xuất khẩu khoảng 2 tỷ kilogram cà phê mỗi năm, sở hữu đặc sản của "văn hóa cà phê phin" độc đáo của người Việt du nhập từ Pháp nhưng ngày càng bị quên dần, nhưng giá trị từ ngành cà phê của Việt Nam lại chưa cao như tiềm năng nên Hải quyết tâm nghiên cứu để tìm cách chế tạo một máy pha cà phê phin độc đáo đặc trưng phong cách pha phin của người Việt nhưng phù hợp cuộc sống năng động hiện tại mang lại hiệu quả cao trong pha chế cà phê và giảm giá thành ly cà phê nguyên chất. Dự án nghiên cứu đã tiến hành gần 2 năm với rất nhiều thất bại trong việc đưa ra nguyên lý máy móc, tiêu tốn hàng tỷ đồng và nhóm nghiên cứu do Hải đứng đầu vẫn tiếp tục các thí nghiệm trong phòng Lab.
Câu nói nổi tiếng từ Nguyễn Bá Hải, "Khó khăn là bệ đỡ mình lên", "Kinh phí Nhà nước như bầu sữa mẹ, bú hoài rồi cũng hết."  khi chia sẻ về các khó khăn trong nghiên cứu khoa học(), "Chúng ta có thể thiếu mọi thứ khác, nhưng nếu có tâm thì mọi thứ sẽ cân bằng, nếu không có tâm, mọi vun vén sẽ đều bị lệch".